# Рікардо Фрідріх
Рікардо Енріке Шук Фрідріх (порт. Ricardo Henrique Schuck Friedrich, нар. 4 травня 1995, Канделарія) — бразильський футболіст, воротар шведського клубу «Мальме».

## Ігрова кар'єра
Народився 4 травня 1995 року в місті Канделарія, штат Ріу-Гранді-ду-Сул. Вихованець футбольної школи клубу «Інтернасьйонал». Згодом Рікардо став гравцем «Ітуано», але в офіційних матчах за клуб участі не брав, потрапивши кілька разів у заявку на ігри Ліги Пауліста
У квітні 2015 року став гравцем фінського РоПС, підписавши з клубом контракт, розрахований до кінця року. 8 травня у гостьовій зустрічі з «Яро» Фрідріх дебютував у чемпіонаті Фінляндії. За два сезони, проведених у клубі, бразилець взяв участь у 35 зустрічах, у яких пропустив 26 м'ячів. Також він провів три гри в оренді за нижчоліговий клуб «Санта-Клаус».
18 березня 2017 року уклав контракт з норвезьким клубом «Буде-Глімт», у складі якого провів наступні три роки своєї кар'єри гравця. У першому ж сезоні клуб посів перше місце та вийшов до Елітесеріен, де провів ще два роки. Більшість часу, проведеного у складі «Буде-Глімта», був основним голкіпером команди.
З січні 2020 року півтора сезони захищав кольори клубу «Анкарагюджю». Граючи у складі «Анкарагюджю» також здебільшого виходив на поле в основному складі команди. Після закінчення контракту влітку 2021 року став вільним агентом.
З початку 2022 року два сезони захищав кольори шведського клубу «Кальмар». Тренерським штабом нового клубу також розглядався як гравець «основи» і у сезоні 2022 року його було названо найкращим воротарем Аллсвенскан. Після двох сезонів у «Кальмарі», наприкінці 22023 року він скористався опцією контракту, яка дозволила йому пфти, ставши вільним агентом.
5 січня 2024 року Фрідріх підписав контракт з «Мальме». У дебютному сезоні 2024 року Фрідріх виграв з «Мальме» чемпірнат у Кубок Швеції, але лише зіграв десять матчів у чемпіонаті, будучи дублером досвідченого ветерана команди Югана Даліна, який зіграв двадцять. Станом на 22 червня 2025 року відіграв за команду з Мальме 19 матчів в національному чемпіонаті.

## Статистика виступів

### Статистика клубних виступів
Станом на 12 листопада 2021
| Сезон                   | Команда                 | Чемпіонат               | Чемпіонат | Чемпіонат | Національний кубок | Національний кубок | Національний кубок | Континентальні кубки | Континентальні кубки | Континентальні кубки | Інші змагання | Інші змагання | Інші змагання | Усього | Усього | Усього |
| Сезон                   | Команда                 | Ліга                    | Ігор      | Голів     | Ліга               | Ігор               | Голів              | Ліга                 | Ігор                 | Голів                | Ліга          | Ігор          | Голів         | Ігор   | Голів  |        |
| ----------------------- | ----------------------- | ----------------------- | --------- | --------- | ------------------ | ------------------ | ------------------ | -------------------- | -------------------- | -------------------- | ------------- | ------------- | ------------- | ------ | ------ | ------ |
| 2014                    | «Ітуано»                | ЛП                      | 0         | 0         | КБ                 | 0                  | 0                  | -                    | -                    | -                    | -             | -             | -             | 0      | 0      |        |
| 2015                    | РоПС                    | ВЛ                      | 17        | -14       | КФ+КЛ              | 0                  | 0                  | -                    | -                    | -                    | -             | -             | -             | 17     | -14    |        |
| 2016                    | РоПС                    | ВЛ                      | 14        | -11       | КФ+КЛ              | 1+3                | -4±2               | ЛЄ                   | 0                    | 0                    | -             | -             | -             | 18     | -17    |        |
| Усього за РоПС          | Усього за РоПС          | Усього за РоПС          | 31        | -25       |                    | 4                  | -6                 |                      | -                    | -                    |               | -             | -             | 35     | -31    |        |
| 2017                    | «Буде-Глімт»            | 1Д                      | 22        | -23       | КН                 | 0                  | 0                  | -                    | -                    | -                    | -             | -             | -             | 22     | -23    |        |
| 2018                    | «Буде-Глімт»            | ЕС                      | 23        | -25       | КН                 | 3                  | -5                 | -                    | -                    | -                    | -             | -             | -             | 26     | -30    |        |
| 2019                    | «Буде-Глімт»            | ЕС                      | 29        | -44       | КН                 | 1                  | -1                 | -                    | -                    | -                    | -             | -             | -             | 30     | -45    |        |
| Усього за «Буде-Глімт»  | Усього за «Буде-Глімт»  | Усього за «Буде-Глімт»  | 74        | -92       |                    | 4                  | -6                 |                      | -                    | -                    |               | -             | -             | 78     | -98    |        |
| січ.-черв. 2020         | «Анкарагюджю»           | СЛ                      | 13        | –         | CT                 | -                  | -                  | -                    | -                    | -                    | -             | -             | -             | 13     | –      |        |
| 2020–21                 | «Анкарагюджю»           | СЛ                      | 24        | -39       | CT                 | 0                  | 0                  | -                    | -                    | -                    | -             | -             | -             | 24     | -39    |        |
| Усього за «Анкарагюджю» | Усього за «Анкарагюджю» | Усього за «Анкарагюджю» | 37        | -58       |                    | 0                  | 0                  |                      | -                    | -                    |               | -             | -             | 37     | -58    |        |
| Усього за кар'єру       | Усього за кар'єру       | Усього за кар'єру       | 142       | -175      |                    | 8                  | -12                |                      | 0                    | 0                    |               | -             | -             | 150    | -187   |        |

## Титули і досягнення
- Чемпіон Швеції (1):

«Мальме»: 2024
- Володар Кубка Швеції (1):

«Мальме»: 2023/24

## Особисте життя
Рікардо — молодший брат Дугласа Фрідріха, який також став футбольним воротарем.